# Liknes
Liknes is een plaats in de Noorse gemeente Kvinesdal, provincie Agder. Liknes telt 2205 inwoners (2007) en heeft een oppervlakte van 2,35 km². Liknes was tussen 1900 en 1917 een zelfstandige gemeente. In dat laatste jaar werd de naam gewijzigd in Kvinesdal. In 1963 werd de gemeente uitgebreid met Feda en Fjotland.